# The Croods

The Croods — гра-симулятор життя, розроблена та опублікована Rovio Entertainment для iOS та Android у 2013 році. Він заснований на фільмі Крудс 2013 року.

## Рецепція
Версія для iOS отримала «несприятливі» відгуки згідно з веб-сайтом зібраних оглядів Metacritic.